# Kanton Sainte-Anne
Der Kanton Sainte-Anne war der südlichste Wahlkreis im französischen Übersee-Département Martinique im Arrondissement Le Marin. Er umfasste die Gemeinde Sainte-Anne.
Vertreter im Generalrat des Départements war seit 1988 Garcin Malsa. 